# Jan Grarup
Jan Grarup (* 2. prosince 1968) je dánský fotožurnalista, který pracoval jako štábní fotograf i na volné noze se specializací na válečnou a konfliktní fotografii. Za zpravodajství o válce v Kosovu získal mnoho cen, včetně ceny World Press Photo.

## Životopis
Grarup se narodil v Kvistgaardu, nedaleko Helsingøru, na severu dánského ostrova Sjælland. Svůj první fotoaparát dostal ve 13 letech a začal vyvolávat černobílé fotografie. V patnácti letech vyfotografoval dopravní nehodu a poslal ji do místních novin Helsingør Dagblad, kde byla zveřejněna. Když mu bylo 17 let, trávil v době nesnází velikonoční prázdniny v Belfastu, kde získal chuť ke konfliktům.
Po studiích žurnalistiky a fotografie na Dánské škole žurnalistiky v Aarhusu v letech 1989 až 1991 se stal nejprve stážistou a poté fotografem na plný úvazek u dánského bulvárního deníku Ekstra Bladet.

## Kariéra
V roce 1991, v roce, kdy promoval, získal Grarup ocenění dánského novinářského fotografa roku, cenu, kterou obdržel při několika dalších příležitostech. V roce 1993 se na rok přestěhoval do Berlína, kde pracoval jako fotograf na volné noze pro dánské noviny a časopisy.
Během své kariéry Grarup zdokumentoval mnoho válek a konfliktů po celém světě, včetně války v Zálivu, rwandské genocidy, obléhání Sarajeva a palestinského povstání proti Izraeli v roce 2000. Jeho zpravodajství o konfliktu mezi Palestinou a Izraelem dalo vzniknout dvěma seriálům: The Boys of Ramallah, který mu v roce 2002 vynesl i Mezinárodní cenu za světové porozumění Pictures of the Year, následovaný The Boys from Hebronu.
Jeho kniha, Shadowland (2006), představuje jeho práci během 12 let strávených v Kašmíru, Sieře Leone, Čečensku, Rwandě, Kosovu, Slovensku, Ramalláhu, Hebronu, Iráku, Íránu a Dárfúru. Slovy recenze Foto8 je „intenzivně osobní, hluboce procítěná a dokonale komponovaná“. Jeho druhá kniha, Darfur: A Silent Genocide, byla vydána v roce 2009.
Per Folkver, hlavní editor obrázků kodaňského deníku Politiken , kde Grarup pracoval, o něm řekl, že „je znepokojen tím, co vidí, dělá delší příběhy a vrací se na stejná místa.“
Po odchodu z postu v Politiken na podzim 2009 nastoupil v lednu 2010 do malé dánské fotografické firmy Das Büro, kde se soustředil na národní trh. Pokračuje ve své mezinárodní spolupráci s fotografickou agenturou NOOR v Amsterdamu, jejímž je spoluzakladatelem.
Nedávné fotografie zahrnují ty ze zemětřesení na Haiti pořízené pro Time a Dagbladet Information. Na konci roku 2011 Garup dokumentoval uprchlický tábor v Dadaabu v Keni.

## Ocenění
- 1991: Fotografie roku, Dánsko. 1. cena – Fotograf roku
- 1995: Fotografie roku, Dánsko. 1. cena – Fotograf roku[4]
- 2000: Fotografie roku, Dánsko. 1. cena – Fotograf roku[4]
- 2001: World Press Photo – 1. cena, Lidé ve zprávách – příběhy[5]
- 2001: UNICEF – Dětská fotografie roku. Zvláštní cena poroty.[6]
- 2001: Visa pour l'Image – VISA D`Or – Finalista.[7]
- 2002: World Press Photo – 1. cena, Lidé ve zprávách – příběhy[8]
- 2002: Fotografie roku International World Understanding Award[9]
- 2002: Finalista, W. Eugene Smith Memorial Fund for Humanistic Photography, New York.[10]
- 2002: Dětská fotografie roku UNICEF. 1. Cena[11]
- 2003: Fotografie roku, Dánsko.[4]
- 2003: Oceněný příběh roku, Dánsko.[4]
- 2004: Fotografie roku, Dánsko. 1. cena – Fotograf roku[4]
- 2005: Visa d'or.[12]
- 2008: Fotografie roku, Dánsko. 1. cena – Fotograf roku[4]
- 2011: vítěz Cena Oskara Barnacka.[13]
- 2013: I Shot it, 1. cena, Černobílá fotografie, 2. čtvrtletí 2012.[14]
- 2013: World Press Photo, příběhy, 1. cena, sportovní fotografie.[15]
- 2022: Sony World Photography Awards 2022, 1. cena za dokumentární projekty.[16]

## Galerie

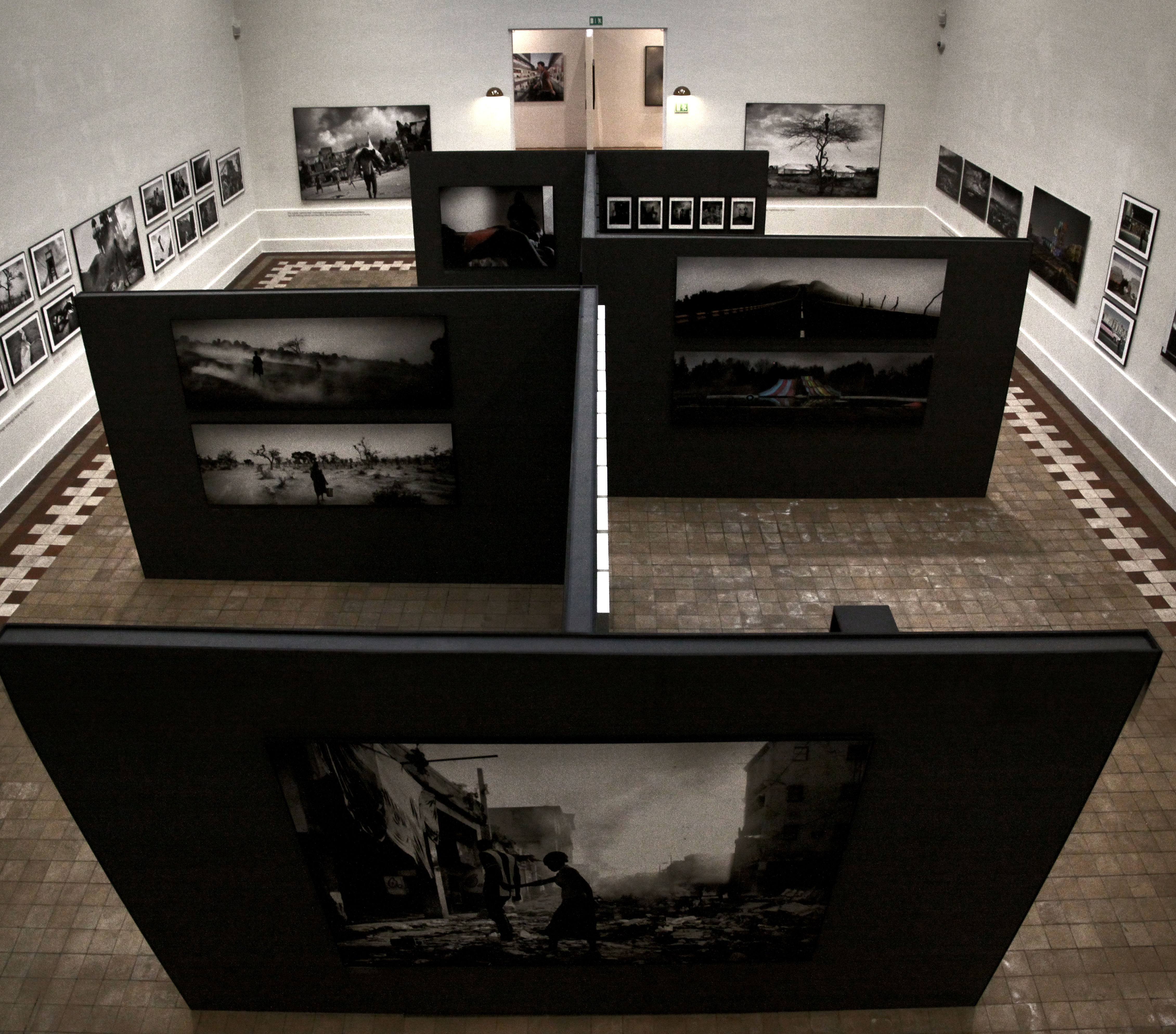
Odense, Jan Grarup udstilling på Brandts, 2016
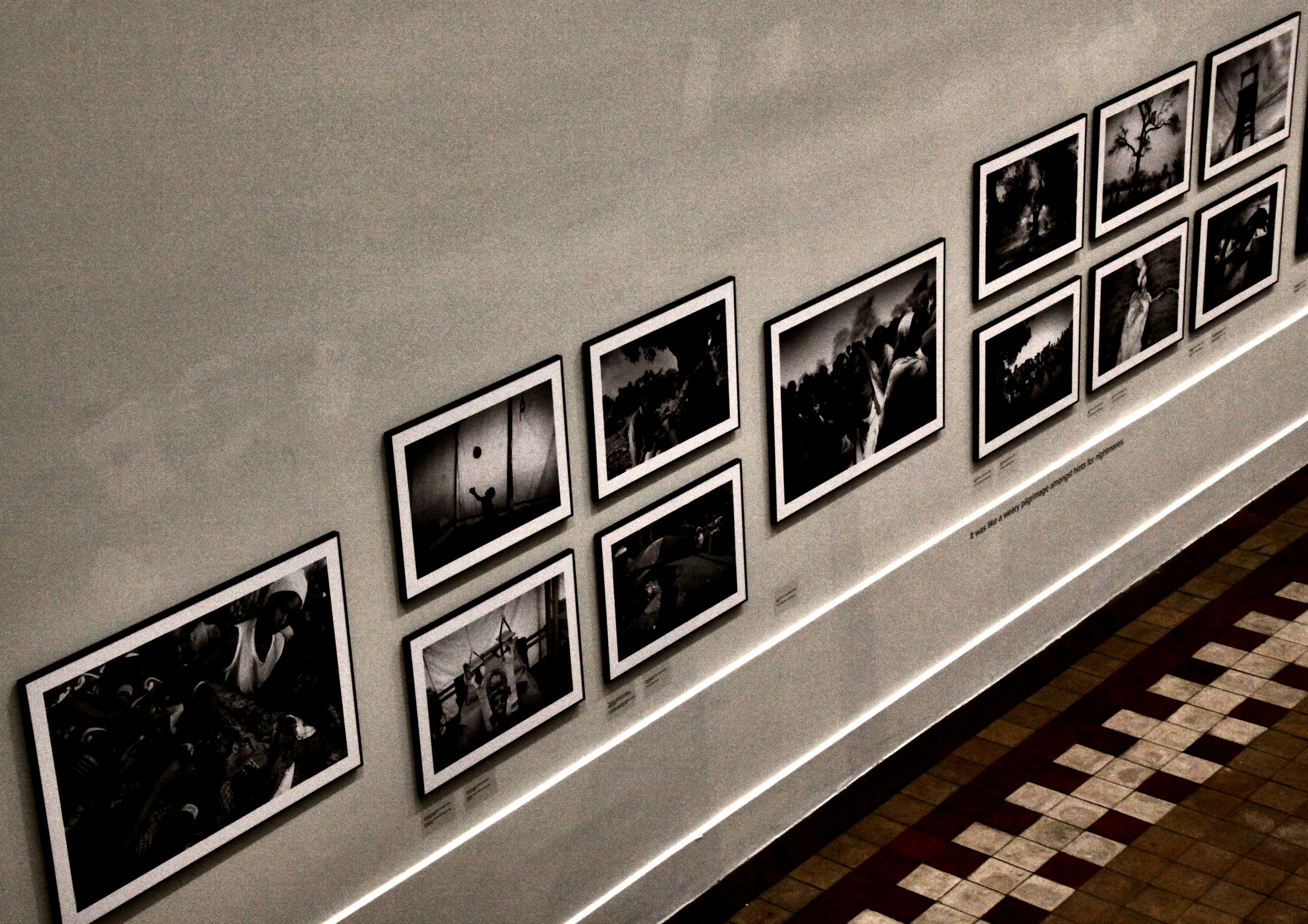
Odense, Jan Grarup udstilling på Brandts, 2016
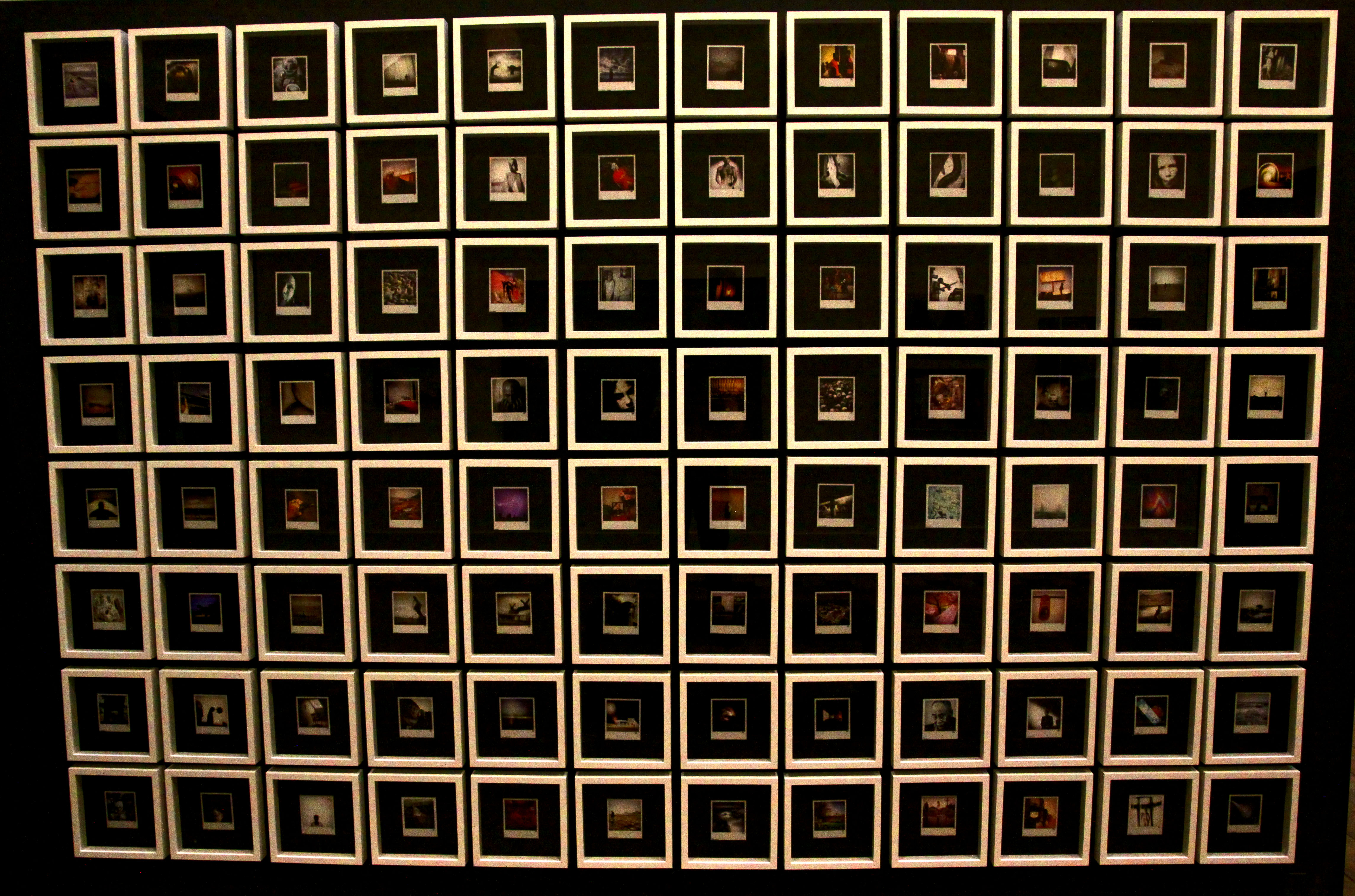
Odense, Jan Grarup udstilling på Brandts, 2016